# Burgstall Weidenstein
Der Burgstall Weidenstein, auch Am Weidenstein genannt, ist ein Burgstall bei Thierbach, einem Gemeindeteil von Bad Steben im Landkreis Hof.
Der Burgstall der Gipfelburg liegt auf 570 m ü. NHN im Südosten des Ortes Thierbach auf der Bergkuppe des Weidensteins, der zum Froschbachtal hin steil abfällt und dadurch Schutz bietet. Nach Südosten in Richtung des Sattels zum Mühlberg war die Anlage durch einen noch sichtbaren Halsgraben mit Außenwall gesichert. Gesteinstrümmer bedecken das Areal. Der Burgstall ist ein Ziel des Burgstall-Wanderweges des Frankenwaldvereins.
Die Erbauung der Burg geschah als Grenzsicherung zwischen den Herrschaftsbereichen Naila und Lichtenberg. Im Lehenbuch von 1398 von Johann III. von Nürnberg wurde sie bereits als Burgstall bezeichnet.